# Plagiobothrys figuratus
Plagiobothrys figuratus är en strävbladig växtart som först beskrevs av Charles Vancouver Piper, och fick sitt nu gällande namn av Ivan Murray Johnston och M.E. Peck. Plagiobothrys figuratus ingår i släktet tiggarstavar, och familjen strävbladiga växter. Utöver nominatformen finns också underarten P. f. corallicarpus.